# Cultura lliure

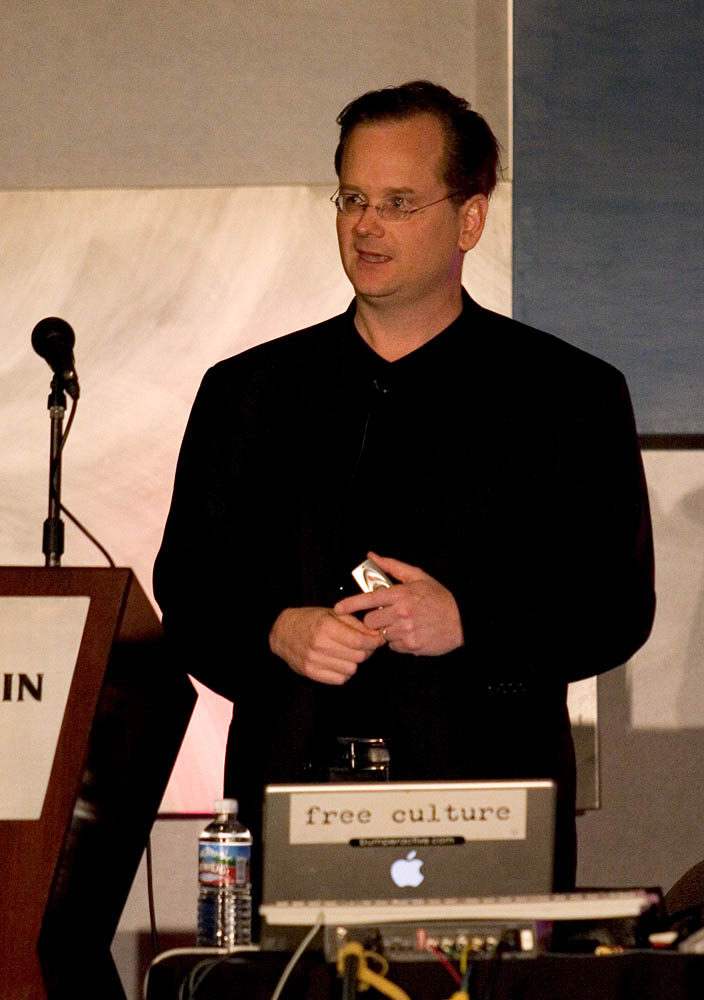
Lawrence Lessig autor de Cultura lliure

Com a cultura lliure podria englobar-se tota aquella creació, i el moviment que la promou, que advoca per l'elaboració i difusió de cultura d'acord amb uns principis de llibertat equiparables als del programari lliure. Són habituals les reflexions al voltant dels drets d'autor, el copyleft o el paper de les xarxes P2P. Un exemple de cultura lliure és la mateixa Viquipèdia.
Els proponents de la cultura lliure solen ser escèptics del concepte de propietat intel·lectual, al·legant que no té sentit la comparació entre les lleis, finalitats i conseqüències dels drets d'autor, el registre de marques comercials, les patents i els secrets de comerç, entre d'altres. Rebutgen el consum de productes digitals amb gestió de restriccions digitals (o DRM).
El llibre de l'advocat americà Lawrence Lessig, Cultura lliure. De com els grans mitjans de comunicació utilitzen la tecnologia i les lleis per enclaustrar la cultura i controlar la creativitat, traduït al català pel DURSI i sota una llicència Creative Commons, és segurament l'obra cabdal d'aquest corrent de pensament.